# Kanton Cany-Barville
Der Kanton Cany-Barville war bis 2015 ein französischer Wahlkreis im Arrondissement Dieppe, im Département Seine-Maritime und in der Region Haute-Normandie; sein Hauptort war Cany-Barville. Vertreter im Generalrat des Départements war zuletzt von 2011 bis 2015 Bruno Thune (PS).
Der Kanton Cany-Barville war 120,77 km² groß und hatte (1999) 9316 Einwohner, was einer Bevölkerungsdichte von 77 Einwohnern pro km² entsprach. Er lag im Mittel 58 Meter über dem Meeresspiegel, zwischen 0 Meter in Paluel und 142 Meter in Grainville-la-Teinturière.

## Gemeinden
Der Kanton bestand aus 18 Gemeinden:
| Gemeinde                  | Einwohner Jahr | Fläche km² | Bevölkerungsdichte | Code INSEE | Postleitzahl |
| ------------------------- | -------------- | ---------- | ------------------ | ---------- | ------------ |
| Auberville-la-Manuel      | 116 (2013)     | –          | –                  | 76032      | 76450        |
| Bertheauville             | 110 (2013)     | –          | –                  | 76083      | 76450        |
| Bertreville               | 114 (2013)     | –          | –                  | 76084      | 76450        |
| Bosville                  | 572 (2013)     | –          | –                  | 76128      | 76450        |
| Butot-Vénesville          | 248 (2013)     | –          | –                  | 76732      | 76450        |
| Canouville                | 325 (2013)     | –          | –                  | 76156      | 76450        |
| Cany-Barville             | 3.058 (2013)   | –          | –                  | 76159      | 76450        |
| Clasville                 | 303 (2013)     | –          | –                  | 76176      | 76450        |
| Crasville-la-Mallet       | 168 (2013)     | –          | –                  | 76189      | 76450        |
| Grainville-la-Teinturière | 1.076 (2013)   | –          | –                  | 76315      | 76450        |
| Malleville-les-Grès       | 156 (2013)     | –          | –                  | 76403      | 76450        |
| Ocqueville                | 453 (2013)     | –          | –                  | 76480      | 76450        |
| Ouainville                | 503 (2013)     | –          | –                  | 76488      | 76450        |
| Paluel                    | 455 (2013)     | –          | –                  | 76493      | 76450        |
| Saint-Martin-aux-Buneaux  | 668 (2013)     | –          | –                  | 76613      | 76450        |
| Sasseville                | 276 (2013)     | –          | –                  | 76664      | 76450        |
| Veulettes-sur-Mer         | 303 (2013)     | –          | –                  | 76736      | 76450        |
| Vittefleur                | 628 (2013)     | –          | –                  | 76748      | 76450        |

## Bevölkerungsentwicklung
| 1962  | 1968  | 1975  | 1982  | 1990  | 1999  | 2010  |
| ----- | ----- | ----- | ----- | ----- | ----- | ----- |
| 6.677 | 7.314 | 7.291 | 8.874 | 9.105 | 9.316 | 9.493 |